# Marcin Adamski (generał)
Marcin Adamski – generał brygady Wojska Polskiego; dowódca 34 Brygady Kawalerii Pancernej (2020–2023); od 29 lipca 2024 dowódca 7 Brygady Obrony Wybrzeża.

## Życiorys
Marcin Adamski w 1990 r. rozpoczął studia w Wyższej Szkole Oficerskiej Wojsk Zmechanizowanych we Wrocławiu, którą ukończył w 1994 r. 19 czerwca 1994 był promowany na podporucznika. Promocja odbyła się we Wrocławiu z udziałem prezydenta Lecha Wałęsy, a promował szef Sztabu Generalnego Wojska Polskiego gen. broni Tadeusz Wilecki. Razem z Marcinem Adamskim promowani byli podchorążowie m.in.: Jarosław Gromadziński, Zenon Brzuszko, Sławomir Kocanowski, Arkadiusz Mikołajczyk, Piotr Trytek, Adam Marczak, Rafał Kowalik, Grzegorz Grodzki.
Zawodową służbę wojskową rozpoczął w jednostkach 12 Dywizji Zmechanizowanej będąc na stanowiskach m.in. dowódcy plutonu i szefa sekcji operacyjnej batalionu. W 2001 r. został skierowany na studia podyplomowe w Akademii Obrony Narodowej, po czym po ich ukończeniu w 2003 r. otrzymał przydział służbowy do Stargardu, gdzie do 2007 r. pełnił służbę w 6 Brygadzie Kawalerii Pancernej. W latach 2005–2007 pełnił służbę w Polskim Kontyngencie Wojskowym w Iraku w misjach V, VI i VIII zmiany, a następnie jako szef sztabu Polskich Sił Zadaniowych w operacji ISAF w Afganistanie. W 2008 r. został skierowany do Warszawy, gdzie objął funkcję asystenta w Akademii Obrony Narodowej w Zakładzie Operacji Pokojowych i Reagowania Kryzysowego.
27 maja 2011 r. w Lęborku przejął dowodzenie 1 batalionem zmechanizowanym z 7 Brygady Obrony Wybrzeża od czasowo pełniącego obowiązki dowódcy mjr Radosława Wojciechowicza. 15 czerwca 2013 r. w Lęborku podczas uroczystego apelu otrzymał z rąk dowódcy Wojsk Lądowych gen. broni Zbigniewa Głowienki sztandar ufundowany przez społeczeństwo Lęborka, a rodzicami chrzestnymi byli: kmdr Bożena Szubińska, pełnomocnik ministra obrony narodowej ds. wojskowej służby kobiet oraz burmistrz Lęborka Witold Namyślak. W latach 2014–2017 pełnił służbę na stanowisku szefa sztabu 2 Brygady Zmechanizowanej w Złocieńcu. W roku 2017 został wyznaczony na stanowisko zastępcy dowódcy 7 Brygady Obrony Wybrzeża. 7 września 2019 r. w At-Tadżi w Iraku w obecności dowódcy NATO Mission Iraq gen. dyw. Dany Fortina przejął dowodzenie VI zmianą PKW Irak, gdzie z 7 BOW realizował zadania w ramach operacji NMI. 27 marca 2020 r. przekazał dowodzenie Polskim Kontyngentem Wojskowym w Republice Iraku płk. Arturowi Standio.
W sierpniu 2020 r. został wyznaczony przez ministra obrony narodowej Mariusza Błaszczaka na dowódcę 34 Brygady Kawalerii Pancernej. 28 sierpnia 2020 r. w Żaganiu w obecności dowódcy 11 Dywizji Kawalerii Pancernej gen. dyw. Dariusza Parylaka objął dowodzenie 34 Brygadą Kawalerii Pancernej. 2 lutego 2023 r. przekazał obowiązki dowódcy 34 BKPanc dla płk. Jerzego Biryłko, a następnie od lutego 2023 r. w Dowództwie Generalnym Rodzajów Sił Zbrojnych sprawował stanowisko szefa Zarządu Planowania Rozwoju. Od 29 lipca 2024 r. dowódca 7 Brygady Obrony Wybrzeża. 10 listopada 2024 r. prezydent RP Andrzej Duda mianował go na stopień generała brygady.

## Awanse
- podporucznik – 1994[10]

(...)
- generał brygady – 10 listopada 2024[19]

## Ordery, odznaczenia i wyróżnienia
- Gwiazda Iraku[20]
- Gwiazda Afganistanu[21]
- Odznaka Honorowa Wojsk Lądowych[20]
- Odznaka pamiątkowa 34 Brygady Kawalerii Pancernej – 2020 (ex officio)
- Odznaka pamiątkowa 7 Brygady Obrony Wybrzeża – 2024 (ex officio)
- Buzdygan Honorowy – 2024[18]
- Odznaka Skoczka Spadochronowego Wojsk Powietrznodesantowych – uprawnienia zdobyte w 1993

i inne